# Nikovce
Nikoc en albanais et Nikovce en serbe latin (en serbe cyrillique : Никовце) est une localité du Kosovo située dans la commune/municipalité de Kaçanik/Kačanik, district de Ferizaj/Uroševac (Kosovo) ou district de Kosovo (Serbie). Selon le recensement kosovar de 2011, elle ne compte plus aucun habitant.

## Démographie

### Évolution historique de la population dans la localité
| 1948 | 1953 | 1961 | 1971 | 1981 | 1991 | 2011 |
| ---- | ---- | ---- | ---- | ---- | ---- | ---- |
| 73   | 87   | 79   | 41   | 11   | 32   | 0    |

|  |